# Torgiano rosso riserva
Le Torgiano rosso riserva   est un vin rouge DOCG d'Italie produit sur les coteaux  de Torgiano, ville de  la province de Pérouse en Ombrie.

## Région de production
Le Torgiano rosso riserva est un vin DOCG dont la production est consentie uniquement sur le territoire de la commune de Torgiano ville située au sud-est de Pérouse où la culture de la vigne remonte à la période étrusque.
La zone de production occupe un nombre réduit de collines qui s'élèvent à la confluence du fleuve Chiascio avec le Tibre.

## Caracteristiques
Le Torgiano rosso riserva DOCG implique l'utilisation du cépage Sangiovese (minimum 70 %) qui peut être complétée avec des cépages rouges récoltés dans la province de Pérouse. La période de vieillissement ne peut être inférieure à trois ans dont au moins six mois en bouteille. La période démarrant au 1ernovembre de l'année de production du raisin. 

## Caractéristiques organoleptiques
- Couleur : Rouge rubis brillant.
- Parfum : vineux et delicat.
- Goût : juste et harmonieux.

## Consommation
Le Torgiano rosso riserva est considéré comme un vin de tout repas. Il accompagne idéalement les pastasciutte, volaille, rôtis et gibier. La température de dégustation se situe entre  18 et 20 °C.

## Production
Province, saison, volume en hectolitre
- Pérouse :

## Sources
- Voir liens externes